# 랜덤 워크 다운 월 스트리트
프린스턴 대학의 경제학자 버튼 말킬이 쓴 《랜덤 워크 다운 월 스트리트》(A Random Walk Down Wall Street)는 랜덤워크 가설을 대중화한 주식 시장을 주제로 한 책이다. 말킬은 자산 가격이 일반적으로 랜덤 워크의 신호를 나타내며 지속적으로 시장 평균을 능가 할 수는 없다고 주장한다. 효율적 시장 가설을 지지하는 사람들에 의해 자주 인용된다. 2020년 기준으로 12개의 에디션이 있으며 150만 부 이상 판매되었다.
말킬은 이러한 방법에 대한 학문적 연구 연구에 비추어 기술 분석 및 기본 분석을 포함한 몇 가지 인기 있는 투자 기법을 조사한다. 자세한 분석을 통해 그는 두 기술 모두에 심각한 결함이 있음을 지적했으며 대부분의 투자자에게 이러한 방법을 따르면 수동 전략에 비해 열등한 결과를 초래할 것이라고 결론지었다.
말킬은 과거 실적을 기반으로 적극적으로 운용되는 뮤추얼 펀드를 선택하는 방법에 대해 비슷한 비판을 한다. 그는 적극적으로 관리되는 뮤추얼 펀드가 장기적으로 성공률이 크게 다르며 성공 후 몇 년 동안 종종 실적이 저조 하여 평균을 향해 퇴보 한다는 연구 결과를 인용한다. 말킬은 펀드 성과의 분포를 고려할 때 일반 투자자가 장기적으로 벤치마크 지수를 능가할 소수의 뮤추얼 펀드를 선택하는 것은 통계적으로 가능성이 거의 없다고 제안한다.
1. ↑  Burton Malkiel (2011) A random walk down Wall Street: the time-tested strategy for successful investing